# Institut des Sœurs de Saint Joseph
L’Institut des Sœurs de Saint Joseph est une congrégation religieuse féminine fondée le 15 octobre 1650 par le père Jean-Pierre Médaille en vue de répondre à « toutes les misères corporelles et spirituelles » de leur temps. Elles étaient 14 000 dans une cinquantaine de pays en 2017, regroupées en fédérations dont les plus importantes sont aux États-Unis et au Canada où elles sont plus de 10 000. Elles sont largement anglophones.

## Le fondateur
Né à Carcassonne, Jean-Pierre Médaille entre chez les jésuites à l'âge de 16 ans et devient prêtre en 1637. Au cours de ses missions dans le Massif central, ce jésuite rencontre des femmes désireuses de se consacrer à Dieu et de soulager la misère qu'elles côtoyaient. À cette époque, la vie religieuse ne se concevait qu’à l'intérieur d’un cloître or le père Médaille eut l'idée d'accompagner ces femmes en imaginant une congrégation de vie consacrée dans le monde. Une telle audace choqua beaucoup les gens de l'époque ; cependant, il reçut l'approbation et l'appui d'Henri Cauchon de Maupas, alors évêque du Puy-en-Velay (Haute-Loire). Le 15 octobre 1650, ce dernier donne à la petite congrégation le nom de Saint Joseph, les règles de vie qu'il avait écrites lui donnant ainsi son existence officielle.

## La congrégation
Des petites communautés de trois à six membres se forment. Les sœurs vivent très simplement et très vite elles se sentent appelées à de multiples tâches urgentes et variées : instruction, soin des malades, éducation, visite aux prisonniers , etc. Ce dynamisme trouve sa source dans l'Évangile : c'est le Christ serviteur, pauvre et humble qu'elles veulent suivre et aimer dans leurs frères.

### La communauté de Mi-Carême de Saint-Étienne
L'Institution Saint-Paul de la ville de Saint-Étienne est issue d'une communauté de sœurs de Saint Joseph installée rue Mi-Carême. La communauté compte sept femmes et mère Saint Jean Fontbonne les accueille ; elles sont enseignantes.
En 1809, la première prise d'habit a lieu dans la chapelle de l'établissement, rue Mi-Carême.
Le noviciat, qui seconde celui de Lyon, y fonctionne jusqu'en 1822.
Cette même année, Marguerite-Marie-Virginie Tézenas du Montcel entre en religion sous le nom de Sœur du Sacré-Cœur de Jésus et s'occupe du pensionnat de jeunes filles rue Mi-Carême. Elle est maîtresse des novices de 1824 à 1838.
Celle-ci est élue supérieure générale de l'Institut de Saint-Joseph en 1839, . Le pensionnat eut comme aumônier l'abbé Desheures, succédant à l'abbé Piron.
En 1885, plus de soixante religieuses composent la communauté de Mi-Carême, ce qui place cette communauté comme la plus importante de la congrégation après la maison-mère de Lyon.

### Historique
La tourmente révolutionnaire touche les sœurs de saint Joseph comme elle touche le reste du pays. Plusieurs sœurs sont guillotinées ou emprisonnées, les autres doivent se cacher. Néanmoins, très discrètement elles continuent leur mission et dès que c'est à nouveau possible, elles reforment des petites communautés et cherchent à reprendre possession de leurs maisons confisquées par la Révolution Française. Cela prend du temps et ce n'est qu’en 1815 que la communauté du Puy, reconstituée par Sœur Anne-Marie Grand, retrouve ses locaux de la rue Montferrand. C'est à ce moment-là que les communautés se regroupent en congrégations, le plus souvent par diocèses. C'est aussi à cette époque qu'elles sont prises par un élan missionnaire et qu'elles s'embarquent pour d'autres continents.

### En France, essaimage et regroupement
Durant trois siècles, un vaste mouvement d'essaimage multiplie les communautés, chaque évêque en veut une pour son diocèse. À la fin de la Seconde Guerre mondiale, c'est un mouvement inverse qui se produit. Toutes ces congrégations qui ont même fondateur, même constitutions primitives, même esprit, songent à se regrouper. Le 26 novembre 1971 est créée officiellement la « Fédération française » qui compte alors 13 congrégations. Ce mouvement de regroupement s'adapte parfaitement à l'époque actuelle. Pour les Sœurs de Saint-Joseph, ce regroupement, provoqué en partie par une chute des vocations, est une des manières de vivre leur mission et de répondre aux besoins du monde d'aujourd'hui, de se construire dans une unité sans supprimer la richesse des diversités locales.
La Fédération française compte sept congrégations rassemblant 2 200 sœurs : Annecy, Chambéry, Chambriac, Champagnole, l’Institut, Lyon, Saint-Vallier.

#### Leur spiritualité
C'est avec les femmes que Jean-Pierre Médaille rencontre au cours de ses missions dans le Massif Central et qui veulent s'engager au service des pauvres, qu'il médite son « Petit Dessein » : permettre à ces femmes de se réunir non derrière une clôture mais sous une règle leur permettant de se consacrer à Dieu dans le service du prochain. Il rédige alors les « Constitutions pour la congrégation des Filles de Saint-Joseph », seule doit y être recherchée la gloire de Dieu. Il veut les sœurs « zélées, cachées et pourtant efficaces, réalistes, cordiales et joyeuses ». Vivant de la spiritualité ignatienne, la religieuse entre dans une incessante conversion du cœur et se laisse peu à peu configurer à Jésus-Christ, dans son amour de Dieu et des hommes.
« Dans tes activités, désire seulement que le Dieu de bonté soit glorifié et que le prochain grandisse en amour et en liberté. Avance, libre, face à la réussite ou à l'échec. Dieu t'aime aussi bien dans les échecs que dans le succès », (une maxime  du Père Médaille).
Les Sœurs de Saint-Joseph étaient appelées à répondre à toutes les misères corporelles et spirituelles de leur temps.

#### AuXXIesiècle
Les services correspondent aux conditions de vie de notre société. Ils s'adressent aux tout-petits, aux handicapés physiques et mentaux, aux exclus, aux détenus sans oublier bien sûr, le côté spirituel. « Saisies par l'Amour du Christ, désireuses de vivre toutes à Lui, dans le service du prochain, elles fondent leur vie sur sa Parole » (Constitutions §14).
Les Sœurs de Saint-Joseph vivent en communauté, dans le désir qu'elles ont de partager avec d'autres la même passion pour Jésus-Christ et le même sens du service, dans le respect, le soutien et l'entraide fraternelle. Elles se veulent solidaires des pauvres pour participer à l'engagement de l'Église en faveur de la justice, dénoncer l'injustice et promouvoir un monde plus fraternel. La mondialisation actuelle les appelle à toujours plus d'audace, de créativité. Elle les appelle à travailler avec les organismes existant, à rejoindre ceux dont personne ne prend souci.
« Dans la solitude avec Dieu comme dans la présence à nos frères, nous sommes conduites par l'Esprit à la rencontre de Dieu en toutes choses. La charité apostolique nous conduit à Dieu dans la rencontre de tout prochain. La contemplation apostolique elle aussi nous conduit à tout prochain dans le rencontre de Dieu. Ainsi, en toute notre vie, il nous est donné de travailler à la « double union » des hommes entre eux et avec Dieu dans la plus grande gloire de Dieu » (Constitutions §40). 
Les sœurs de Saint-Joseph sont consacrées à la Trinité. Les différentes congrégations de Saint-Joseph continuent de naître aujourd’hui du désir de Dieu et reçoivent chaque jour du Père, en Jésus-Christ, l'Esprit qui les rassemble et les fait vivre. Elles font vœu de pauvreté, vœu de chasteté, vœu d'obéissance.
Depuis leur fondation en 1650, les sœurs de Saint-Joseph n'ont fait qu'actualiser le souhait de celui qui, le premier, les rassembla pour se consacrer tout à Dieu et au service du prochain. Intrépides missionnaires des campagnes françaises comme des contrées inconnues des autres continents, elles sont demeurées fidèles à l'esprit des origines : révéler concrètement aux hommes l'amour de Dieu, dans l'union des hommes entre eux et avec Dieu.

### Ailleurs
Les sœurs de saint Joseph, rassemblant 48 congrégations différentes à travers le monde, issues de celle fondée par le Père Médaille, sont présentes dans 52 pays. Elles étaient au nombre de 25 400 en 1999 et environ 14 000 en 2017.